# Lista de deputados estaduais de São Paulo da 7.ª legislatura
Esta é a lista de deputados estaduais de São Paulo para a legislatura 1971–1975.

## Composição das bancadas
| Partido | Líder            | Bancada | Posição  |
| ------- | ---------------- | ------- | -------- |
| ARENA   | José Maria Marin | 51 / 67 | Governo  |
| MDB     | Fauze Carlos     | 16 / 67 | Oposição |

## Deputados Estaduais
Estavam em jogo 67 vagas na Assembleia Legislativa de São Paulo.
| Número | Deputados estaduais eleitos     | Partido | Votação | Percentual | Cidade onde nasceu      | Unidade federativa |
| 11972  | José Eduardo de Faria Lima      | ARENA   | 93.042  |            | Rio de Janeiro          | Rio de Janeiro     |
| 11244  | Salvador Julianelli             | ARENA   | 72.974  |            | São Paulo               | São Paulo          |
| 11286  | Agnaldo de Carvalho Júnior      | ARENA   | 53.108  |            | Recife                  | Pernambuco         |
| 11446  | José Maria Marin                | ARENA   | 48.355  |            | São Paulo               | São Paulo          |
| 11457  | José Felício Castellano         | ARENA   | 44.673  |            | Rio Claro               | São Paulo          |
| 11704  | Gioia Júnior                    | ARENA   | 44.237  |            | Campinas                | São Paulo          |
| 11270  | Ivair Garcia                    | ARENA   | 40.758  |            | Mogi das Cruzes         | São Paulo          |
| 11375  | Welson Gasparini                | ARENA   | 38.853  |            | Batatais                | São Paulo          |
| 11486  | Armando Pannunzio               | ARENA   | 38.176  |            | São Paulo               | São Paulo          |
| 11681  | Dulce Braga                     | ARENA   | 37.544  |            | São José do Rio Preto   | São Paulo          |
| 15464  | Fauze Carlos                    | MDB     | 37.321  |            | Catiguá                 | São Paulo          |
| 11747  | Maluly Neto                     | ARENA   | 37.177  |            | Fartura                 | São Paulo          |
| 11199  | Januário Mantelli Neto          | ARENA   | 36.263  |            |                         |                    |
| 11339  | Ademar de Barros Filho          | ARENA   | 35.994  |            | Olímpia                 | São Paulo          |
| 11731  | Antônio Salim Curiati           | ARENA   | 33.849  |            | Avaré                   | São Paulo          |
| 11774  | Pedro Geraldo Costa             | ARENA   | 33.167  |            |                         |                    |
| 11867  | Renato Cordeiro                 | ARENA   | 31.045  |            |                         |                    |
| 11691  | Sólon Borges dos Reis           | ARENA   | 30.571  |            | Casa Branca             | São Paulo          |
| 11845  | Marco Antônio de Oliveira       | ARENA   | 29.922  |            |                         |                    |
| 15343  | Guaçu Piteri                    | MDB     | 28.458  |            | Pindorama               | São Paulo          |
| 11859  | José Rosa da Silva              | ARENA   | 28.125  |            |                         |                    |
| 11285  | Hermógenes Walter Braido        | ARENA   | 27.968  |            |                         |                    |
| 15449  | Abílio Nogueira Duarte          | MDB     | 27.794  |            | Assis                   | São Paulo          |
| 11965  | Rui Silva                       | ARENA   | 27.605  |            |                         |                    |
| 11698  | Archimedes Lammoglia            | ARENA   | 26.703  |            |                         |                    |
| 11133  | Ricardo Izar                    | ARENA   | 26.426  |            | São Paulo               | São Paulo          |
| 11827  | Wadih Helu                      | ARENA   | 26.413  |            | Tatuí                   | São Paulo          |
| 11989  | Antônio Morimoto                | ARENA   | 25.990  |            | Promissão               | São Paulo          |
| 11172  | Armando Simões Neto             | ARENA   | 25.972  |            |                         |                    |
| 11289  | Cunha Bueno                     | ARENA   | 25.930  |            | São Paulo               | São Paulo          |
| 11962  | Nabi Abi Chedid                 | ARENA   | 25.575  |            | Ramarith                | Líbano             |
| 11316  | Abrahim Dabus                   | ARENA   | 25.181  |            | Avaré                   | São Paulo          |
| 11475  | Hatiro Shimomoto                | ARENA   | 24.925  |            |                         |                    |
| 11409  | Astolfo Araújo                  | ARENA   | 24.513  |            |                         |                    |
| 15673  | Agenor Lino de Matos            | MDB     | 24.510  |            | Santa Cruz do Rio Pardo |                    |
| 11180  | Lineu de Paula Leão             | ARENA   | 24.481  |            |                         |                    |
| 11579  | José Ozi                        | ARENA   | 23.979  |            |                         |                    |
| 11948  | Pedro Carolo                    | ARENA   | 23.358  |            | Pontal                  | São Paulo          |
| 11567  | Benedito Matarazzo              | ARENA   | 23.310  |            |                         |                    |
| 11261  | Nesralla Rubez                  | ARENA   | 23.219  |            |                         |                    |
| 11413  | Waldemar Lopes Ferraz           | ARENA   | 22.310  |            |                         |                    |
| 11314  | Hélvio Nunes da Silva           | ARENA   | 22.000  |            |                         |                    |
| 15360  | Theodosina Rosário Ribeiro      | MDB     | 21.500  |            | Barretos                | São Paulo          |
| 11653  | Geraldino dos Santos            | ARENA   | 21.129  |            |                         |                    |
| 11946  | Shiro Kiono                     | ARENA   | 21.080  |            |                         |                    |
| 15135  | Ruy Codo                        | MDB     | 20.780  |            | Santa Gertrudes         | São Paulo          |
| 11520  | Jamil Assuf Dualibi             | ARENA   | 20.692  |            |                         |                    |
| 11638  | Caio Pompeu de Toledo           | ARENA   | 20.550  |            | São Paulo               | São Paulo          |
| 11880  | Ari da Silva                    | ARENA   | 20.044  |            |                         |                    |
| 11764  | Alfeu Brandão Praça             | ARENA   | 19.060  |            |                         |                    |
| 11984  | José Costa                      | ARENA   | 18.945  |            |                         |                    |
| 11740  | João Lázaro de Almeida Prado    | ARENA   | 18.839  |            |                         |                    |
| 11949  | Antônio Pinheiro Camargo Júnior | ARENA   | 18.708  |            |                         |                    |
| 11433  | José Sabino                     | ARENA   | 18.654  |            |                         |                    |
| 11705  | Alex Freua Neto                 | ARENA   | 18.569  |            |                         |                    |
| 11648  | Jacob Salvador Zveibil          | ARENA   | 18.455  |            |                         |                    |
| 11466  | Manoel Severo Lins Neto         | ARENA   | 18.328  |            |                         |                    |
| 15532  | Jihei Noda                      | MDB     | 17.300  |            | Saga                    | Japão              |
| 15539  | Alberto Goldman                 | MDB     | 17.226  |            | São Paulo               | São Paulo          |
| 15722  | Arlindo Antônio dos Santos      | MDB     | 16.436  |            |                         |                    |
| 15600  | Del Bosco Amaral                | MDB     | 16.370  |            | Santos                  | São Paulo          |
| 15755  | Aurélio Rosalindo de Campos     | MDB     | 15.212  |            | Santos                  | São Paulo          |
| 15198  | Carlos Nelson Bueno             | MDB     | 14.508  |            |                         |                    |
| 15909  | Leonel Júlio                    | MDB     | 14.380  |            | Duartina                | São Paulo          |
| 15429  | Francisco Antônio Coelho        | MDB     | 14.064  |            |                         |                    |
| 15279  | Carlos Vicente Cerchiari        | MDB     | 13.854  |            |                         |                    |
| 15489  | Jayro Maltoni                   | MDB     | 13.569  |            | Ribeirão Preto          | São Paulo          |